# Mathew Knowles
Mathew Knowles (Gadsden, 9 gennaio 1952) è un produttore discografico e manager statunitense.
È noto per essere stato il manager del gruppo musicale Destiny's Child e delle figlie Beyoncé e Solange Knowles, avute con la prima moglie, la stylist e imprenditrice Tina Knowles-Lawson.
È stato proprietario di due etichette discografiche, la Music World Entertainment e la Music World Gospel, producendo oltre 100 progetti discografici vendendo complessivamente più di 450 milioni di copie in tutto il mondo, lavorando inoltre con Chaka Khan, Earth, Wind & Fire e The O'Jays.
Grazie ai successi ottenuti è un membro della National Academy of Recording Arts and Sciences (NARAS) e fa parte della Grammy Award Board Committee. Knowles è inoltre professore all'Università di Houston, Cornell University, Fisk University e alla Rice University, ricevendo un'onorificenza in leadership etica dell'Università di Harvard.

## Biografia
È il figlio di Lou Helen Hogue e di Matthew Q. Knowles.
Laureatosi alla Fisk University di Nashville, Tennessee, in economia e amministrazione aziendale, Knowles ha iniziato la sua carriera nelle vendite di attrezzature mediche e per ufficio. Si è trasferito a Houston, Texas, nel 1976 e ha lavorato per la Xerox Corporation per 10 anni come responsabile alle vendite. Nel 1980 sposa Tina Knowles, con cui ha due figlie Beyoncé, nata l'anno successivo al matrimonio, e Solange, nata nel 1986.
Nel 1992, Knowles ha lasciato questa carriera per dedicarsi alla sua etichetta musicale e di management, Music World Entertainment, fondata per seguire la figlia Beyoncé e la nipote Kelly Rowland, che stavano riscuotendo successo nella città come membri del gruppo Girl's Tyme. Nel 1995 diventa a tutti gli effetti manager del gruppo, composto da Beyoncè, Kelly Rowland, LaTavia Roberson e LeToya Luckett, sottoscrivendo un contratto con la Elektra Records. Nel 1996 rinomina il gruppo Destiny's Child, sottoscrivendo un nuovo contratto con la Columbia Records, ottenendo in pochi anni ampio successo. Nel 2000 i membri Roberson e Luckett, vengono sostituite con Farrah Franklin, che vi rimase per pochi mesi, e Michelle Williams, sollevando una causa legale tra le ex membri e Knowles. Dal 1999 al 2006 il gruppo vende oltre 60 milioni di copie tra singoli e album, esordendo alle prime posizioni delle principali classifica musicali internazionali, e vincendo numerosi premi, tra cui tre Grammy Awards, due MTV Video Music Awards e cinque American Music Award.
Nel 2002, grazie al successo del gruppo, ha fondato la casa discografica Spirit Rising Music, poi divenuta Music World Gospel. I suoi artisti includono Vanessa Bell Armstrong, Brian Courtney Wilson, Micah Stampley, Juanita Bynum, Le'Andria Johnson, Amber Bullock, Andrea Helms, Trinitee 5:7 e Elder Goldwire. Nei periodi di pausa del gruppo dal 2003 al 2009, Knowles segue i primi progetti solisti di Michelle Williams, Kelly Rowland e Beyoncé, seguendo la figlia sino al 2010, anno in cui fonda la propria etichetta discografica Parkwood Entertainment. Oltre al suo lavoro nella musica, Knowles è anche uno dei produttori esecutivi del film del 2009 Obsessed, in cui recita Beyoncé. È anche produttore esecutivo di, ed è presente in, due serie reality: Chancers andato in onda nel Regno Unito, e Breaking From Above di MTV International.
Nell'ottobre 2015, Knowles ha pubblicato il suo primo libro, The DNA Of Achievers: 10 Traits of Highly Successful Professionals.
Nel 2016, attraverso la Music World Music, Knowles ha acquisito il catalogo di, musica country Compadre, che comprende Johnny Cash, Billy Joe Shaver, James McMurtry, Trent Willmon e Kate Campbell. Knowles ha anche lanciato l'etichetta musicale orientata alla famiglia, Music World Kids. L'etichetta ha pubblicato progetti per bambini che includono Baby Jamz, Krazy Kuzins, Kid's Rap Radio, e il Music World Kids CD 5-pack. L'impresa ha anche pubblicato musica dalla popolare serie di cartoni animati di Nickelodeon, Wow! Wow! Wubbzy!.
Nel marzo 2018, Knowles è entrato nel comitato consultivo di Tunedly, uno studio di registrazione online per cantautori. Successivamente diviene Chief Marketing Officer per l'azienda immobiliare Bangi.
Il 25 ottobre 2019, Knowles ha annunciato tramite un video Instagram che avrebbe pubblicato un album con musica allora inedita delle Girls Tyme. L'album, Destiny's Child: The Untold Story Presents Girls Tyme, è stato pubblicato su tutte le piattaforme di streaming e sull'iTunes Store il 2 dicembre 2019. L'uscita dell'album è stata accompagnata anche da un libro, Destiny's Child: The Untold Story, divenuto un best seller.
Nel febbraio 2021, Knowles ha lanciato il suo podcast per iHeartRadio, denominato Mathew Knowles Impact, rivelando nel corso dell'anno di volersi ritirare dall'industria musicale. Nel marzo 2022, Knowles ha venduto la Music World Entertainment Group alla APX Capital Group, sottoscrivendo un contratto che vede l'imprenditore membro del consiglio di amministrazione della APX, oltre ad essere responsabile di un fondo di 275 milioni di dollari per coproduzioni cinematografiche e televisive tra gli Stati Uniti e Italia. Uno dei primi progetti previsti dall'accordo è il docufilm The Mathew Knowles Story, che ripercorrerà la storia di come Knowles abbia gestito e portato al successo le Destiny's Child, dando un retroscena anche delle carriere soliste delle figlie Beyoncé e Solange, oltre che di Michelle Williams e Kelly Rowland.

## Carriera accademica
A seguito della laurea alla Fisk University di Nashville, Tennessee, in economia e amministrazione aziendale, Knowles ottiene nel corso della sua carriera un Master in Business Administrationi e un dottorato onorario in amministrazione aziendale al Cornerstone Christian Bible College, oltre a un'onorificenza in leadership etica dell'Università di Harvard.
Knowles ha tenuto corsi alla Texas Southern University, insegnando imprenditorialità sull'industria dell'intrattenimento, divenendo professore invitato alla Cornell University, Fisk University e alla Rice University. Attualmente insegna musica ed età digitale all'Università di Houston, emancipazione della schiavitù nell'industria musicale all'Art Institute International e business alla Prairie View A&M University.

## Music World Entertainment
Knowles come fondatore della Music World Entertainment Corporation, ha servito come produttore esecutivo per più di 100 album in diversi generi, tra cui pop, hip hop, R&B, gospel e country, così come colonne sonore di film e serie televisive. Le vendite dei dischi hanno superato i 450 milioni di copie in tutto il mondo, con lavori che hanno visto la partecipazione di alcuni dei più grandi nomi della musica tra cui Chaka Khan, Earth, Wind & Fire, The O'Jays, Mary J. Blige, Destiny's Child, Solange Knowles, Kelly Rowland, Michelle Williams e Beyoncé. Nel 2022 la società è stata venduta alla APX Capital Group.

## Vita privata
Knowles ha sposato Tina Knowles nel 1980, con cui ha due figlie Beyoncé e Solange. La moglie ha chiesto il divorzio nel 2009, ha lasciato cadere la questione nel 2010, poi ripresentato nell'agosto 2011, finalizzato nel novembre successivo. Knowles ha quattro nipoti, Blue Ivy, Rumi e Sir nati dal matrimonio di Beyoncé con il rapper Jay-Z, e Daniel Julez Knowles-Smith, nato dal primo matrimonio di Solange.
Il 30 giugno 2013, ha sposato l'ex modella Gena Avery.
Nell'ottobre 2019, Knowles annunciò che gli era stato diagnosticato un tumore al seno maschile.

## Onorificenze
Knowles è il recipiente del Century Award of Excellence (1911-2011) della confraternita Omega Psi Phi. Ha anche ricevuto il Living Legends Foundation Award 2011 ed è stato nominato "International Executive of the Year 2007" dalla Greater Houston Partnership. Knowles è un membro della National Academy of Recording Arts and Sciences (NARAS) e fa parte della Grammy Award Board Committee. Nel 2011 è stato nominato nel consiglio di amministrazione della Gospel Music Association.

## Controversie

### Destiny's Child
Nel 2000, successivamente alla pubblicazione del secondo album in studio del gruppo The Writing's on the Wall, viene annunciato che LaTavia Roberson e Letoya Luckett non faranno più parte delle Destiny's Child, venendo sostituite dai nuovi membri Michelle Williams e Farrah Franklin. Le due ex componenti avviano una causa legale contro Knowles, sostenendo che il manager «ha tentato di ottenere la tutela legale come tutore di Luckett e Roberson, si è rifiutato di condividere informazioni finanziarie con loro e i loro genitori e le abbia sostituite senza informarle». Le due ex componenti hanno infatti raccontato di essere venute a conoscenza della loro uscita dal gruppo guardando il video realizzato per il brano Say My Name. Il manager è stato inoltre accusato di favorire la figlia Beyoncé e la nipote Kelly nel corso della carriera del gruppo.
Roberson ha raccontato «Matthew non usava mezzi termini e può essere difficile accettare quel tipo di critica quando sei una ragazzina, [...] Noi cercavamo di non farci separare, essendo amiche di lunga data». Rowland ha raccontato che fu lo stesso manager a stabilire l'inizio delle carriere da soliste delle tre componenti nel 2003. Nel 2021, la componente del gruppo Michelle Williams, ha raccontato che Knowles non era in grado di comprendere il disturbo depressivo che stava vivendo la cantante.
In un'intervista con SiriusXM, Matthew Knowles ha affrontato la percezione del colore della pelle al di fuori e anche all'interno della comunità afroamericana, raccontando che la carriera di sua figlia è stata «influenzata» dalla sua pelle più chiara, e che l'effetto potrebbe essere stato il contrario per la cugina Kelly Rowland.

### Rapporto con le figlie Beyoncé e Solange
Nel 2010 la figlia Beyoncé ha annunciato di aver chiuso la collaborazione manageriale con il padre, fondando la propria etichetta discografica Parkwood Entertainment. Nello stesso periodo Mathew Knowles ha depositato alcuni documenti che attestavano che la Live Nation Entertainment ha fatto false dichiarazioni sul suo conto nella speranza che la figlia intraprendesse alcuni mini tour mondiali con la compagnia. Nel giugno 2013, a seguito del divorzio da Tina Knowles, le figlie non si sono presentate al secondo matrimonio del padre con Gena Avery.

Successivamente alla pubblicazione del brano Daddy Lessons contenuto nell'album Lemonade di Beyoncé vi sono state alcune indiscrezioni riguardo al significato del brano, in riferimento al rapporto tra la cantante e il padre nel corso degli anni. Intervistato da Mark Thompson di Sirius XM, presso la Texas Southern University, Knowles ha affrontato il tema dichiarando:
(Mathew Knowles)